# Uvanå
Uvanå är en liten by vid sjön Narens norra ände i Gustav Adolfs socken i Hagfors kommun. Samhället ligger mellan Uvån och Lövån. Byn har cirka femton fast boende, men merparten av husen används som sommarstugor. En stor del av ägarna till dessa är från utlandet, främst Tyskland och Nederländerna.[källa behövs]